# Avellana

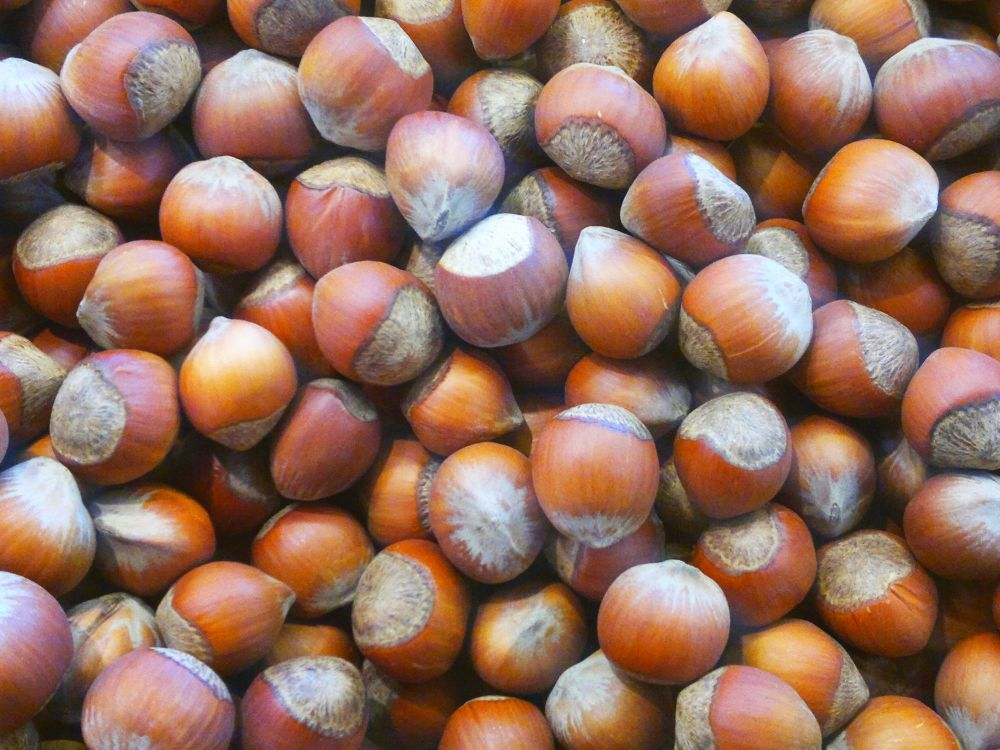
Avellanes d'Alcover

L'avellana és una nou comestible, fruit de l'avellaner comú (Corylus avellana L.). Té forma esferoïdal, amb un diàmetre aproximat de 10 a 15 mm Està formada per una closca fibrosa externa que envolta una coberta llisa en la qual s'allotja la llavor. La closca fibrosa s'asseca durant la maduració.

## Nutrició
Té un alt valor nutricional: 16% de proteïnes i 62% d'olis insaturats. A més, conté significatius nivells de tiamina, niacina i alt nivells de calci, magnesi, fòsfor i potassi.

## Usos
Les avellanes pertanyen a la família de les Betulaceae i al gènere Corylus. Necessiten d'un clima temperat, però humit, per poder créixer sense problemes i poder produir avellanes. L'avellana sembla haver estat domesticada de manera independent a la Mediterrània, Turquia i l'Iran. Es va difondre d'est a oest, i el cultiu d'avellaner va ser introduït des de la conca mediterrània oriental a Espanya i al sud d'Itàlia per part dels romans.
Entre les seves propietats, l'avellana té una alta concentració en greixos: del 50% al 60%. A més, posseeix un 10% d'aigua, un 5% de sacarosa i proteïnes com la cofilina. En ser ric en magnesi, vitamina B i Vitamina E, aquest fruit sec resulta especialment eficaç contra l'envelliment. Enforteix el sistema nerviós. Les avellanes, que aporten unes 550 calories per cada 100 grams, són una font excel·lent de magnesi i coure.

## Propietats de les avellanes
- Combatre l'estrenyiment.
- Reduir els nivells de colesterol.
- Prevenir malalties cardíaques.
- Combatre el cansament i la fatiga.
- Combatre malalties com l'artritis i l'osteoporosis.
- Eviten la descalcificació.

Menjar fruits secs és saludable, és per això que "tota la població hauria de consumir-ne”. Tot i així, estan contraindicades per a les persones al·lèrgiques als fruits secs (incloent-hi els cacauets, tot i ser llegums).

## Gastronomia
El nucli de la llavor és comestible, usant-se tant en cru com cuinat (sencer o trinxat). La pell fina fosca que recobreix la llavor pot tenir un gust amarg pel qual a vegades es retira per al consum. Les avellanes estan molt integrades als hàbits quotidians alimentaris durant tot l'any i se solen menjar crues, torrades, fregides o salades. S'utilitzen amb profusió a pastissos, picades, salses, gelats i en confiteria, garrapinyades o barrejades amb xocolata. També es poden usar per a fer oli alimentari.
Als Països Catalans s'utilitzen per a millorar plats salats per mitjà de picades o bé amb salses, que de vegades utilitzen altrament les ametlles, o bé s'utilitza una barreja d'ambdós fruits secs, depenent sobretot del gust del cuiner. És el cas, per exemple, de la salsa mossona, salsa de nadal, romesco, balandra, xató, salvitxada, etc.
També s'usen per a fer dolços, com per exemple, torró, panellets, carquinyolis, menjar blanc, etc. Es poden afegir a cremes de cacau, com la nocilla, emprar per decorar pastissos i galetes, trinxades per a arrebossar (tant dolç com salat) o afegir un toc cruixent a una recepta, etc. A algunes comarques de Catalunya s'utilitzen per a fer orxata.
A Àustria, en especial a Viena, les avellanes trinxades són un dels principals ingredients d'un producte que es diu tort.

## Producció i comercialització
Els principals països productors d'avellana actualment són Turquia, Itàlia, EUA, Espanya, Azerbaidjan, Xina, Iran, Xile, Geòrgia i França.
| Posició   | País                           | Producció (tn) |
| --------- | ------------------------------ | -------------- |
| 1         | Turquia                        | 776.046        |
| 2         | Itàlia                         | 98.530         |
| 3         | Azerbaidjan                    | 53.793         |
| 4         | Oregon, Estats Units d'Amèrica | 39.920         |
| 5         | Xile                           | 35.000         |
| 6         | República Popular de la Xina   | 29.318         |
| 7         | Geòrgia                        | 24.000         |
| 8         | Iran                           | 16.121         |
| 9         | Catalunya                      | 12.370         |
| 10        | França                         | 11.660         |
| Font: FAO |                                |                |

### Avellanes a Catalunya

Logotip DOP Avellana de Reus

A Catalunya són especialment conegudes l'avellana de Reus i l'avellana de la Selva, zones d'alta producció d'avellanes de gran qualitat. L'avellana de Reus, a més, gaudeix d'una Denominació d'Origen Protegida (DOP), tot i que les àrees de conreu han baixat fins a les 9.000 hectàrees i la producció és d'entre 5.000 i 6.000 tones. Les varietats de la DOP Avellana de Reus són la negreta, la pauetet, la gironella, la morella i la culplana. Es comercialitzen crues amb closca i en gra, i torrades. L'avellana de la Selva també sol ser de varietat negreta, però es comercialitzen gairebé exclusivament amb closca.

## Cultura popular
- A l'antiguitat se li van donar nombroses virtuts màgiques, una de les quals era la de conferir la fertilitat masculina.[7]
- El grup de rock català Els Pets va fer la cançó Menja avellanes[8] que va sortir al seu disc Fruits sex (1992) i al recopilatori Vine a la festa (1995)
- La colla castellera dels Xiquets de Reus utilitza la camisa de color marró avellana degut a la importància d'aquest fruit a la ciutat.[9]